# Шпота Олена Василівна
Олена Василівна Шпота (25 травня 1899, селище Мануйлівка, нині частина міста Дніпро) — 3 лютого 1943, Дніпропетровськ) — українська письменниця і журналістка.

## Життєпис
Народилася 25 травня 1899 року в селищі Мануйлівка (за радянської окупації носило назву Воронцівка) на Катеринославщині. Її батько, Василь Микитович Шпота, був скалічений 1896 р., займався дрібною торгівлею. Оскільки батько був кавалером георгіївських хрестів, донька мала змогу безплатно навчатися в гімназії. Після закінчення жіночої гімназії Н. Тіблен у Катеринославі О. Шпота вчителювала.

## Діяльність в «Просвіті» та журналістика
У селі Мануйлівка на лівобережжі Дніпра діяла відома в усій Україні «Просвіта» (газета «Рада» присвятила будівництву приміщення для неї і освяченню будинку 1910 р. не менше десятка публікацій). Олена Шпота багато працювала в «Просвіті». Під іменем Ярини Шорник її виведе згодом у своїй повісті «Манівцями» майбутній чоловік — письменник Микола Мінько (повість опублікована 1927 р. в часописі «Червоний шлях»).
Шпота присвятила колишній просвітянській молоді вірш «Чи ще пам'ятаєте?» (1942), навіяний спогадами про юнацькі часи. Як свідчить довідник Лейтеса і Яшека (1928), літературний дебют Шпоти відбувся у третьому номері дніпропетровського журналу «Зоря» за 1925 р. віршем «Давно й тепер». Вона активно виступала у 20–30-ті рр. у літературній періодиці як поетеса і прозаїк.
1927 р. у дніпропетровському часописі «Зоря» з'явилося друком її оповідання «Сестра». Згодом його було також вміщено у літературному альманасі «Зоряно» (Дніпропетровськ, 1929). Невдовзі після появи цієї публікації альманах піддано нищівній критиці як буржуазно-націоналістичний, його вилучено з ужитку, а автори зазнали переслідувань (у серпні-вересні 1929 р. перед процесом СВУ у місті проведено масові арешти серед української інтелігенції).
У другій половині 1930-х рр. Шпота входила до Дніпропетровської письменницької організації, продовжувала друкувати прозові й поетичні твори в часописі «Зоря» (згодом перейменованому в «Штурм»), працювала в журналі художньої самодіяльності учнів «Дружна ватага», брала участь у колективних збірниках, зокрема у виданому 1936 р. у зв'язку з війною в Іспанії.
Окремим виданням вийшла в Дніпропетровську збірка оповідань Олени Шпоти «Проліски» (1937). У періодиці згадується ще одна її книжка - "Юрко".
За спогадами ветерана журналістики Якова Новака, перед арештом Шпота працювала літредактором в обласній молодіжній газеті «Більшовицька зміна». Восени 1937 р. заарештували її чоловіка, українського письменника М. Мінька, який працював відповідальним секретарем журналу «Штурм». Його стратили 15 грудня того ж року за звинуваченням у приналежності до націоналістичної терористичної організації.

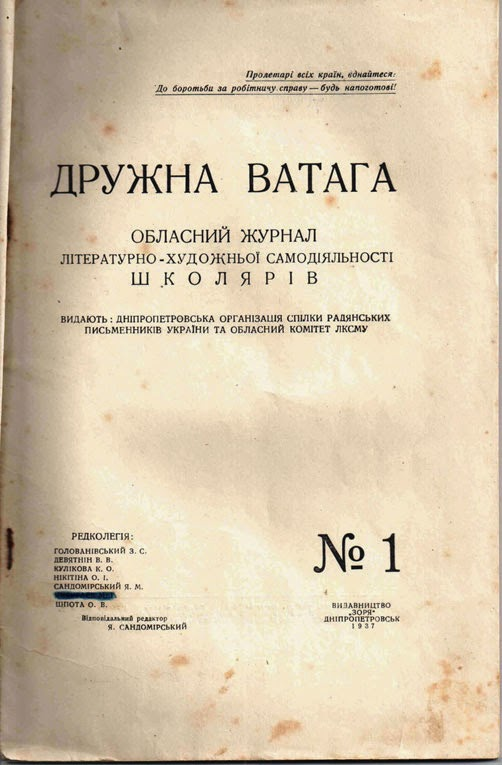
"Дружна ватага", 1937, №1
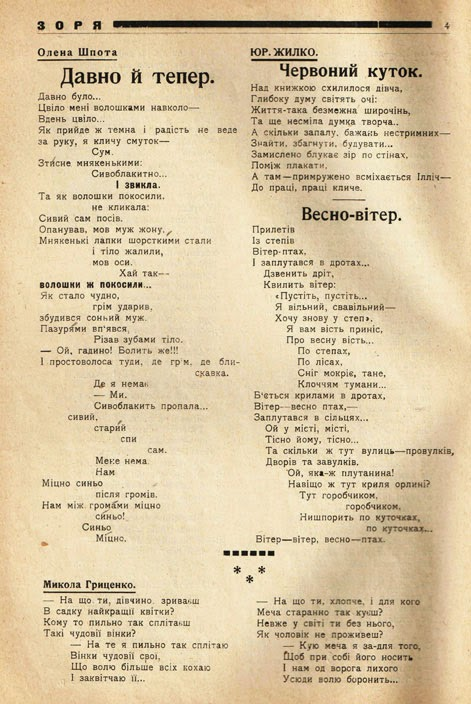
"Зоря", О. Шпота "Давно і тепер", 1925 рік
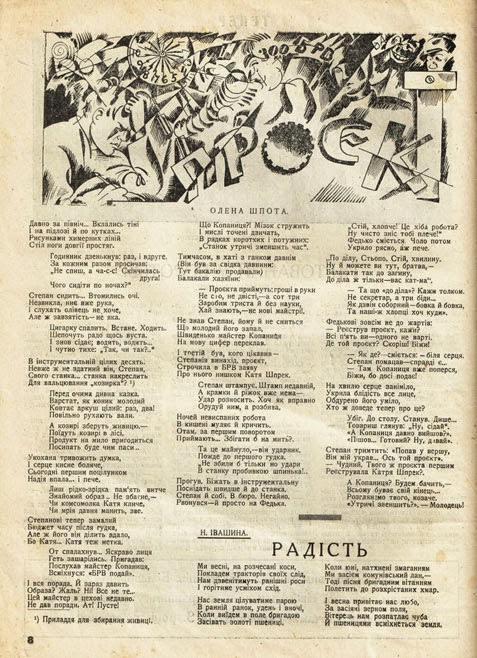
"Зоря", О. Шпота

## Шпота у катівнях НКВС
Шпоту було заарештовано 15 січня 1938 р. Як свідчать матеріали IV відділу НКВС у Дніпропетровській обл., слідство звинувачувало її в приналежності до контрреволюційної націоналістичної організації та проведенні антирадянської націоналістичної пропаганди.
Шпота не визнавала себе винною, серйозного компромату на неї не було, тому слідство у її справі тимчасово припинили (вона перебувала під слідством рік і чотири місяці). Після того, як пройшла хвиля єжовських репресій, звільнили декого з в'язнів. Пощастило й Шпоті. 25 травня 1939 р. прокурор Дніпропетровської обл. В. Я. Вовк розглянув карну справу зі звинувачення Шпоти. Судом її було виправдано й визнано, що уповноважені НКВС допустили незаконні дії при проведенні слідства у справі Шпоти.

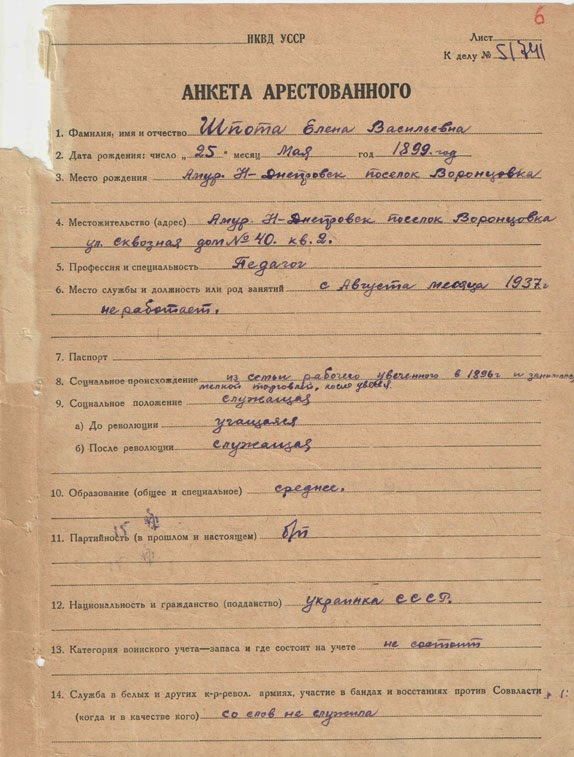
Анкета Шпоти
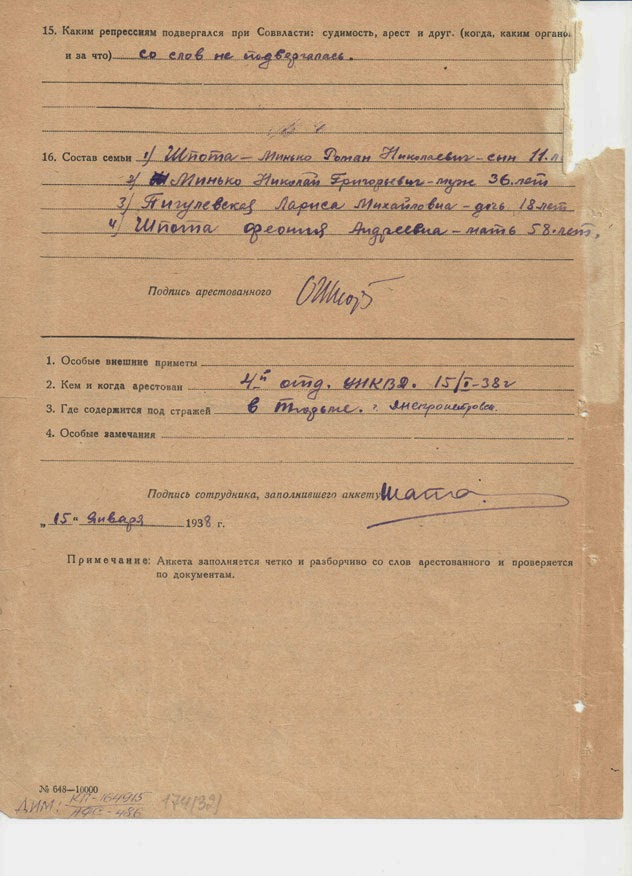
Анкета Шпоти, зворот
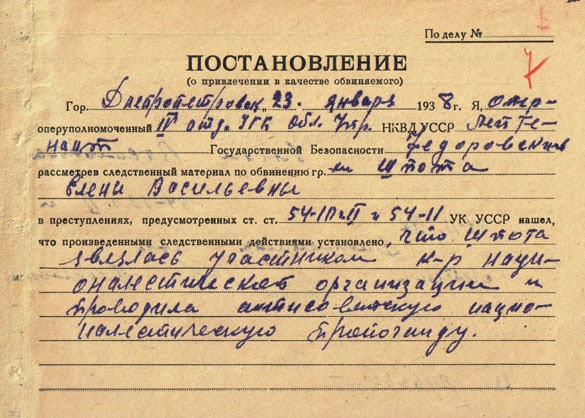
Постанова про обвинувачення Шпоти
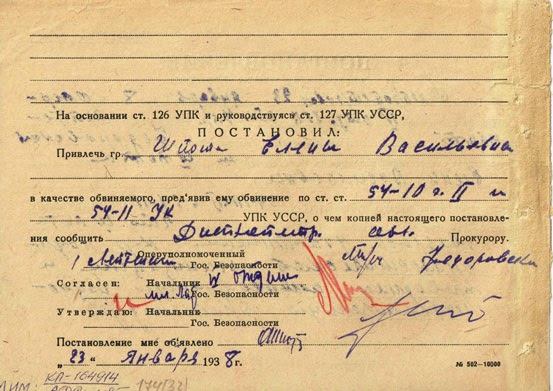
Постанова про обвинувачення Шпоти, зворот
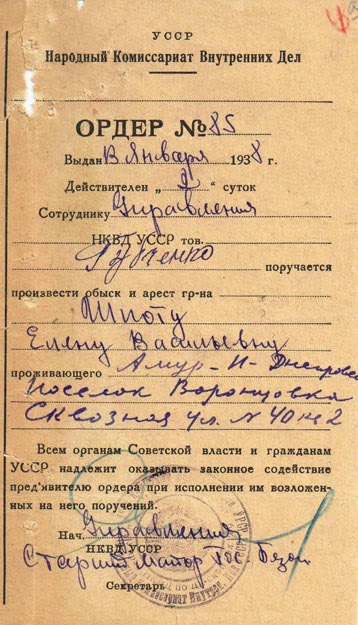
Ордер на арешт Шпоти
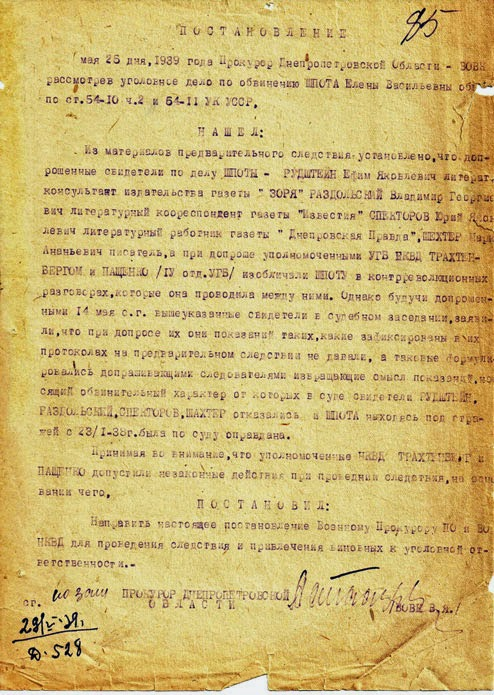
Постанова Шпоти, як обвинуваченної особи
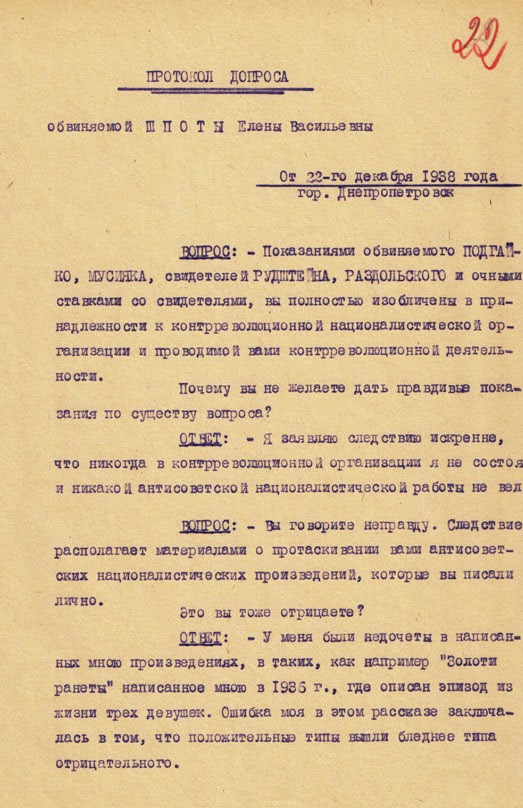
Протокол допиту
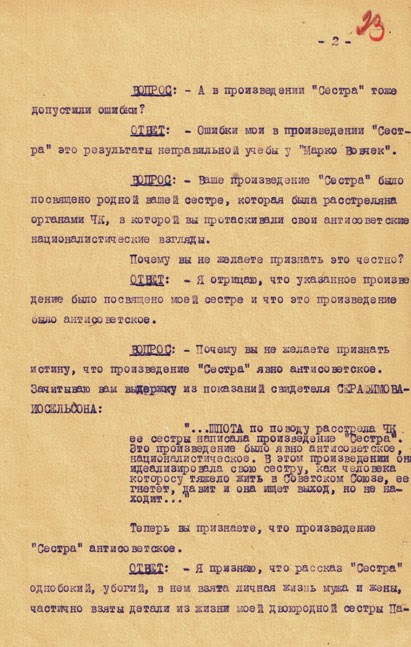
Протокол допиту
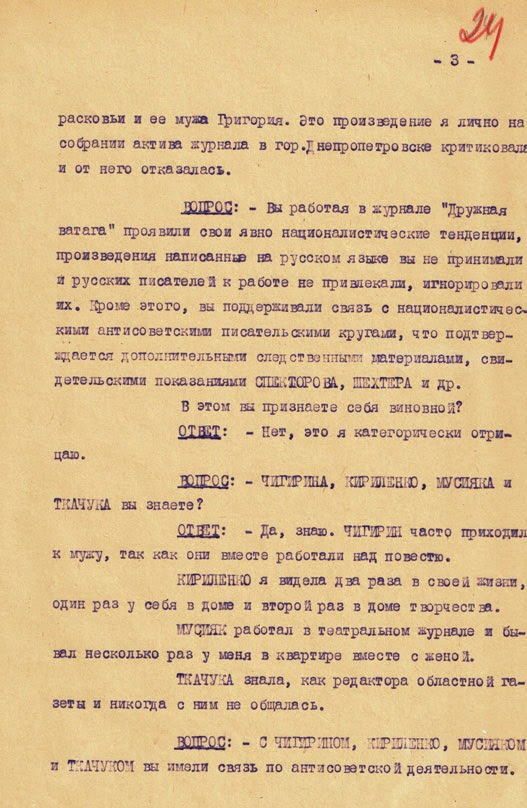
Протокол допиту
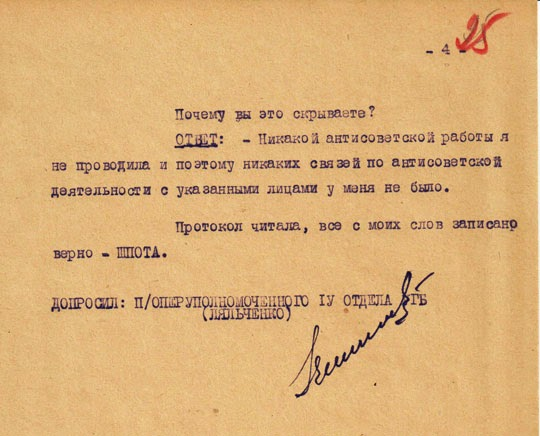
Протокол допиту

## Літературна діяльність під час окупації
Як справжня дочка свого народу, “степовичка”, за її власним визначенням, Олена Шпота не просто любила свій край, але й пов’язувала своє особисте життя з долею свого народу, рідної України.
Ти мені, друже, малював
Колись волошки сині.
Малюнок той комусь віддав...
Тепер би я просила:
         Ти мені, друже намалюй
         Ще раз волошки сині.
         Я квітку дуже цю люблю
         За колір неба України, —
пише вона в поезії Волошки”, зверненій до знайомого художника (на думку дослідника творчості Олени Шпоти Миколи Чабана, художником міг бути син просвітянина Петро Гаврилович Корж (1901-1943/44), і продовжує:
Твій друг — мій муж на засланні.
У нього очі сині-сині...
Ах, скільки гине там синів
Моєї матері Вкраїни!
Олена Шпота так і не дізналася, що її чоловік не на засланні, а закатований енкаведистами. Вона жила вірою в його повернення:
Мою нудьгу, мою солодку муку
Складу в пісні і спопелю в огні,
Міцніш, як можна, стисни руку,
Щоб болем біль перемогти мені.
(“Народження пісні”).
У вірші “Звільненому в’язневі” (1937), оприлюдненому під час війни, сплелися воєдино і образ “рідного орляти” — одного з мучнів України, і материнські почуття, і віра в те, що все належить здолати, не впадаючи в зневіру:
Зигзицею знімусь. Найду
Я матір: “Радуйся, Маріє!”
І перед нею ниць паду,
І ноги їй слізьми омию.
І скаже мати: “Встань і йди,
На ранах сина панцир твердий.
Він мусить все перемогти —
Його любов сильніша смерти”.
Творчість письменника — найкращий ілюстративний матеріал до його життя. Її твори цього періоду — про вічні українські болі і зневіри. У поезії “Чи ще пам’ятаєте?”, присвяченому колишній просвітянській молоді, Олена Шпота звернулася до високих ілюзій цілого покоління, котре по-молодечому вірило в Україну, готове було жертовно для неї працювати і щоразу зазнавало болючих розчарувань:
Серцем чистим, душею одкритою
Всі ми вірили, всі, як один,
Що всміхається слізьми омитая
Воля-воленька ... нам молодим.
        Увижались просторі. І справді ми
        Вздовж і впоперек міряли край.
        У своєму жили наче зайдами:
        То в Сибір, то в Нарим повертай.
Поетичні рядки Олени Шпоти — звернення до болючих струн пам’яті її генерації — покоління Розстріляного Відродження:
Чи забули, чи ще пам’ятаєте
Сморід камер, знущання катів?
Під їх лайку брудну там вплітали ми
Клич-погрозу у рідний мотив.
          І цієї весни розцвітатимуть,
          Як тоді, повноцвітно квітки,
          З них загинулим будем сплітати ми
          Росяні, смарагдові вінки.
(“Дніпропетровська газета”, 25 січня 1942).
Дві поезії Ольги Ярославни (“Чи ще пам'ятаєте?” і “Учителеві” з присвятою її учителеві — просвітянинові і поетові Миколі Кузьменку) з’явилися друком посмертно 1943 року в празькому часописі “Пробоєм”. Причому поезія “Учителеві” відома лише з публікації в Празі.
Після ув'язнення Олена Шпота повернулася до педагогічної роботи. Під час німецької окупації у місті почала виходити газета «Вільна Україна», згодом перейменована в «Дніпропетровську газету» (1941—1943). Вона була в ній старшим літературним працівником. Під псевдонімом Ольга Ярославна друкує поезії про пережите в ув'язненні.
Вона трагічно загинула у ніч на 3 лютого 1943 р., коли відбувався авіаналіт на місто радянської авіації.
5 лютого 1943 р. «Дніпропетровська газета» вмістила некролог з приводу трагічної загибелі Олени Василівни Шпоти: «У розквіті сил, в годину найгарячішого творчого напруження пішла від нас хороша, цільна людина, вірна дочка свого народу, досвідчений педагог, талановита українська письменниця… Вона вже в перших своїх поезіях і прозових творах прагнула відтінити те, що робило їх близькими українському серцю. Непримиренно відстоюючи в своїх творах творчу незалежність, вона зуміла серед розгнузданої вакханалії совєтського літературного підлабузництва зберегти чистим свій голос співця-громадянина, поета-лірика… Але більше не співатиме Ярославна. А те, що проспівала, ми збережемо в наших вдячних, скорбних серцях».
Трагічна доля спіткала не тільки Мінька та його дружину, а й всю їхню родину. Під час війни безслідно зник син Роман. Нині М. Чабаном встановлено, що на початку 1944 року він з двома друзями записався до української стрілецької дивізії "Галичина", щоб мститися за репресованих більшовиками батьків. У 1943 р. була заарештована і відбула п'ятирічне заслання в Казахстані пасербиця М. Мінька Лариса Пігулевська.